# HMS Temeraire (1907)
La HMS Temeraire fu una delle tre corazzate dreadnought della classe Bellerophon costruite dalla Royal Navy nel primo decennio del 1900. Passò quasi tutta la sua carriera assegnata alla Home e Grand Fleet. Oltre alla partecipazione nella battaglia dello Jutland nel maggio 1916 e all'inconclusiva azione del successivo 19 agosto, il suo servizio durante la prima guerra mondiale consistette soprattutto in pattugliamenti del Mare del Nord e in esercitazioni.
La Temeraire fu trasferita alla Mediterranean Fleet nell'ottobre 1918 e si unì alle forze alleate nel Mediterraneo e nel Mar Nero dopo la fine della guerra in novembre. La nave fu dichiarata obsoleta e messa in riserva quando tornò a casa all'inizio del 1919 e fu poi usata come nave scuola. La Temeraire fu venduta per la demolizione nel 1921 e demolita l'anno successivo.

## Progetto e descrizione
Il progetto della classe Bellerophon fu derivato da quello della rivoluzionaria HMS Dreadnought, con un piccolo aumento di taglia, corazzatura e un armamento secondario più potente. La Temeraire aveva una lunghezza fuori tutto di 160,3 m, un baglio massimo di 25,1 m e un'immersione di 8,2 m. Dislocava 18 894 t con carico normale e 22 718 t a pieno carico. Nel 1909 l'equipaggio consisteva in 681 tra ufficiali e marinai e 729 nel 1911.
La Temeraire era propulsa da due set di turbine a vapore Parsons, ognuno collegato a 2 eliche, che utilizzavano il vapore di 18 caldaie Yarrow a carbone. Le turbine erano da 17'00 kW per poter sviluppare una velocità di 21 nodi. Durante le prove in mare del 5 marzo 1909, raggiunse la velocità di 21,55 nodi da 20 109 kW. La Temeraire aveva un'autonomia di 5 720 miglia nautiche alla velocità di crociera di 10 nodi.

### Armamento e corazzatura
La classe Bellerophon era equipaggiata con dieci cannoni Mk X da 305 mm in cinque torrette binate, tre sull'asse di simmetria e le altre due sui fianchi. Le torrette sull'asse erano designate 'A', 'X' e 'Y', da prua a poppa, e le torrette di sinistra e dritta erano rispettivamente la 'P' e la 'Q'. L'armamento secondario, pensato contro le torpediniere, consisteva in 16 cannoni Mk VII da 102 mm. Questi cannoni erano installati a coppie sul tetto delle torrette centrali di prua e poppa e sulle due laterali su affusti non schermati. I rimanenti otto erano posizionati sulla sovrastruttura. Le navi avevano anche tre tubi lanciasiluri da 450 mm, uno su ogni fiancata più uno a poppa, e quattro cannoni a salve da 47 mm.
La classe Bellerophon aveva una cintura corazzata la galleggiamento di corazza cementata Krupp da 254 mm tra le barbette di prua e poppa che si riduceva a 152 mm a prua e 127 mm a poppa fino alle estremità. Sopra la cintura c'era un corso di fasciame corazzato da 203 mm. Una paratia obliqua da 203 mm collegava la cintura corazzata alle barbette posteriori. Non c'era un equivalente prodiero.
Le tre barbette centrali erano protette da una corazzatura di 229 mm sul ponte principale che si assottigliava fino a 127 mm sotto di esso, eccetto per la barbetta di poppa che era spessa 229 mm per tutta l'altezza. Le barbette laterali erano simili, solo che avevano una corazza di 254 mm sul ponte. Le torrette avevano le superfici laterali di 279 mm e coperture da 76 mm. I tre ponti corazzati variavano in spessore tra 19 e 102 mm. I lati della torre di comando erano protetti da lastre da 279 mm, anche se il retro e la copertura erano rispettivamente da 203 e 76 mm. le navi furono le prime britanniche ad avere paratie anti-siluro, spesse da 19 a 76 mm, che ricoprivano lo scafo tra i magazzini di prua e poppa.

#### Modifiche

Vista del quarto di poppa di dritta della HMS Temeraire ancorata al Southend. La nave è ancorata nell'estuario del Tamigi con il tendalino issato a poppa per la rivista della flotta del Tamigi. Le passerelle per i visitatori sono armate e una pinaccia a motore è ancorata sul fianco. Distante si può scorgere un cacciatorpediniere, mentre la poppa parzialmente oscura la nave deposito sommergibili Thames. 1909 circa.

I cannoni sulla copertura della torretta prodiera furono trasferiti sulla sovrastruttura nel 1914 e i cannoni sopra le torrette laterali furono ricollocati sulla sovrastruttura poppiera tra il 1914 e il 1915. Tutti i cannoni da 102 mm sulle sovrastrutture furono dotati di una posizione protetta per proteggere i serventi. In aggiunta, un cannone contraereo da 76 mm fu aggiunto sulla piattaforma su cui precedentemente era installata un proiettore di ricerca, fra le due torrette poppiere. Poco dopo, i cannoni sulla torretta poppiera furono rimossi così come un paio sulla sovrastruttura. Nello stesso periodo fu aggiunto un ulteriore cannone contraereo da 76 mm sulla torretta poppiera.
Per il maggio 1916 era stato installato un sistema di puntamento sull'albero a tripode prodiero e dopo la battaglia dello Jutland furono aggiunte 23 t di armatura sul ponte. Prima dell'aprile 1917, sulla Temeraire il cannoncino da 76 mm sulla torretta "Y" fu cambiato con un cannone contraereo da 102 mm e il tubo lanciasiluri poppiero fu rimosso. Nel 1918 fu installato un telemetro per alzi elevati e il cannone antiaereo da 102 mm fu spostato sul cassero. Dopo la fine della guerra, quattro cannoni da 102 mm furono rimossi per avere ulteriore spazio per i cadetti e anche i cannoni contraerei furono rimossi.

## Costruzione e carriera

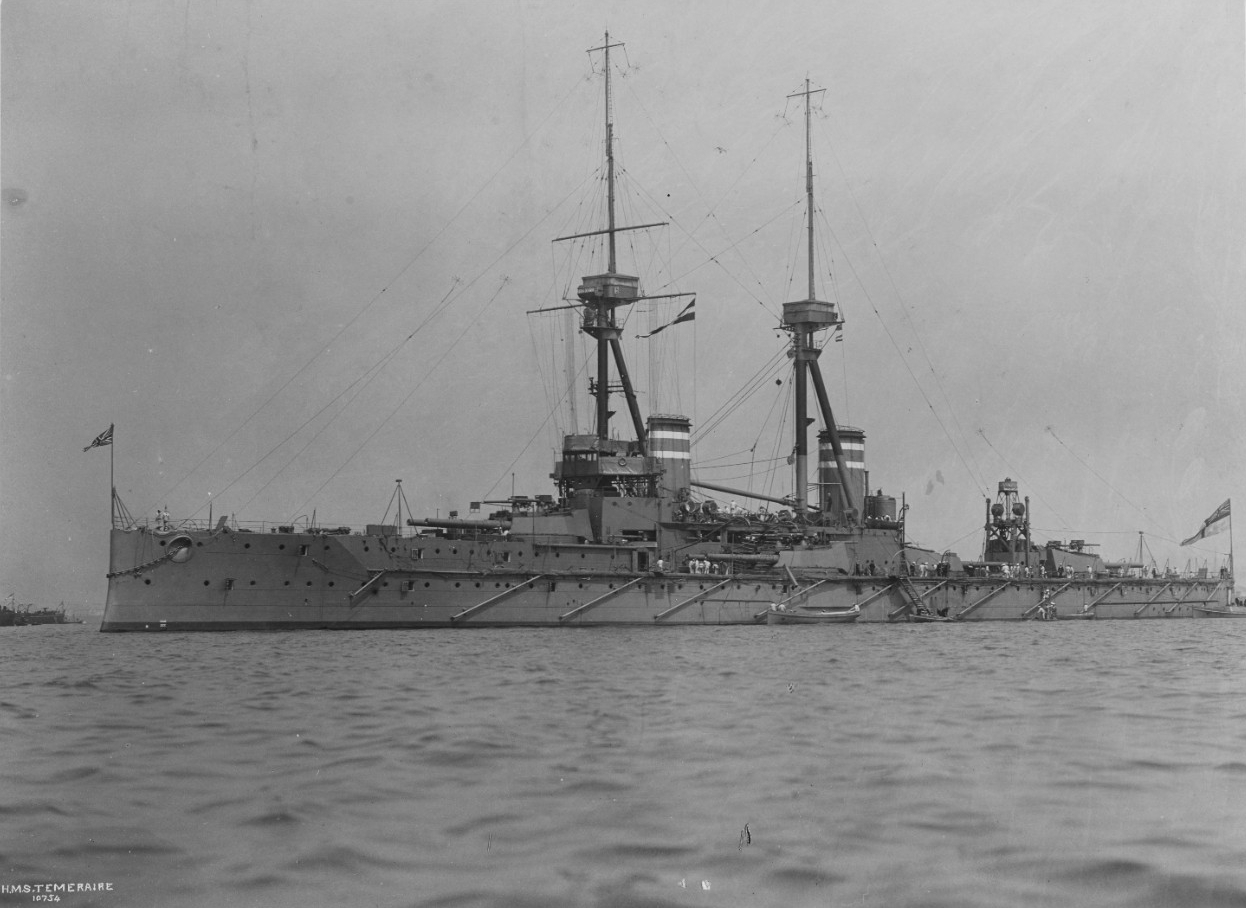
La Temeraire all'ancora, prima del 1916.

La Temeraire fu chiamata come il vascello di linea a 74 cannoni Téméraire, catturato nel 1759, e fu la quarta nave con questo nome a servire nella Royal Navy. La nave fu ordinata il 30 ottobre 1906 e fu impostata presso la Base Navale di Devonport il 1º gennaio 1907. Fu varata il 24 agosto 1907 e completata nel maggio 1909. Incluso l'armamento, il suo costo fu tra 1 744 287 e 1 751 144 £. Il 31 luglio 1909 la Temeraire prese parte alla rivista reale della flotta a Spithead quando accadde un incidente con un cannone da 102 mm che ferì tre uomini, uno dei quali in seguito morì. La Temeraire prese servizio il 15 maggio 1910 e fu assegnata alla 1st Division della Home Fleet. Era comandata dal capitano di vascello Alexander Ludovic Duff e partecipò alle manovre combinate della flotta tra giugno e luglio del 1910. il 31 luglio la nave fu passata in rivista dal re Edoardo VII e dallo zar Nicola II di Russia durante la Settimana di Cowes. La Temeraire fu raddobbata nel 1911 a Devonport e partecipò alla rivista dell'incoronazione di re Giorgio V a Spithead il 24 giugno 1911. Il 1 maggio 1912 la 1st Division fu rinominata 1st Battle Squadron (BS). La nave era presente alla rivista navale del parlamento il 9 luglio a Spithead e poi partecipò alle manovre navali in ottobre. Nel luglio 1913 la squadra visitò Cherbourg, in Francia.

### Prima guerra mondiale
Il 15 luglio 1914 la Temeraire fu trasferita al 4th Battle Squadron e prese parte al test di mobilitazione e alla rivista navale tra il 17 e il 20 luglio come parte della risposta britannica alla crisi di luglio. Arrivata a Portland il 27 luglio, due giorni dopo le fu ordinato di salpare col resto della Home Fleet verso Scapa Flow per salvaguardare la flotta da possibili attacchi a sorpresa tedeschi. In agosto, in seguito allo scoppio della guerra, la Home Fleet fu ridesignata Grand Fleet e posta al comando dell'ammiraglio John Jellicoe. La sera del 22 novembre la Grand Fleet condusse un'infruttuosa sortita nella metà meridionale del Mare del Nord. La Temeraire fu nel corpo principale a supporto degli incrociatori del 1st Battlecruiser Squadron del viceammiraglio David Beatty. La flotta fu di ritorno a Scapa Flow il 27 novembre. Il 16 dicembre la Grand Fleet sortì durante un attacco tedesco alle città costiere di Scarborough, Hartlepool e Whitby, ma fallì nell'ingaggiare la Hochseeflotte. La Temeraire e il 4th BS condussero esercitazioni di mira a nord delle Ebridi il 24 dicembre e si riunirono alla flotta per un'altra sortita nel Mare del Nord dal 25 al 27 dicembre.

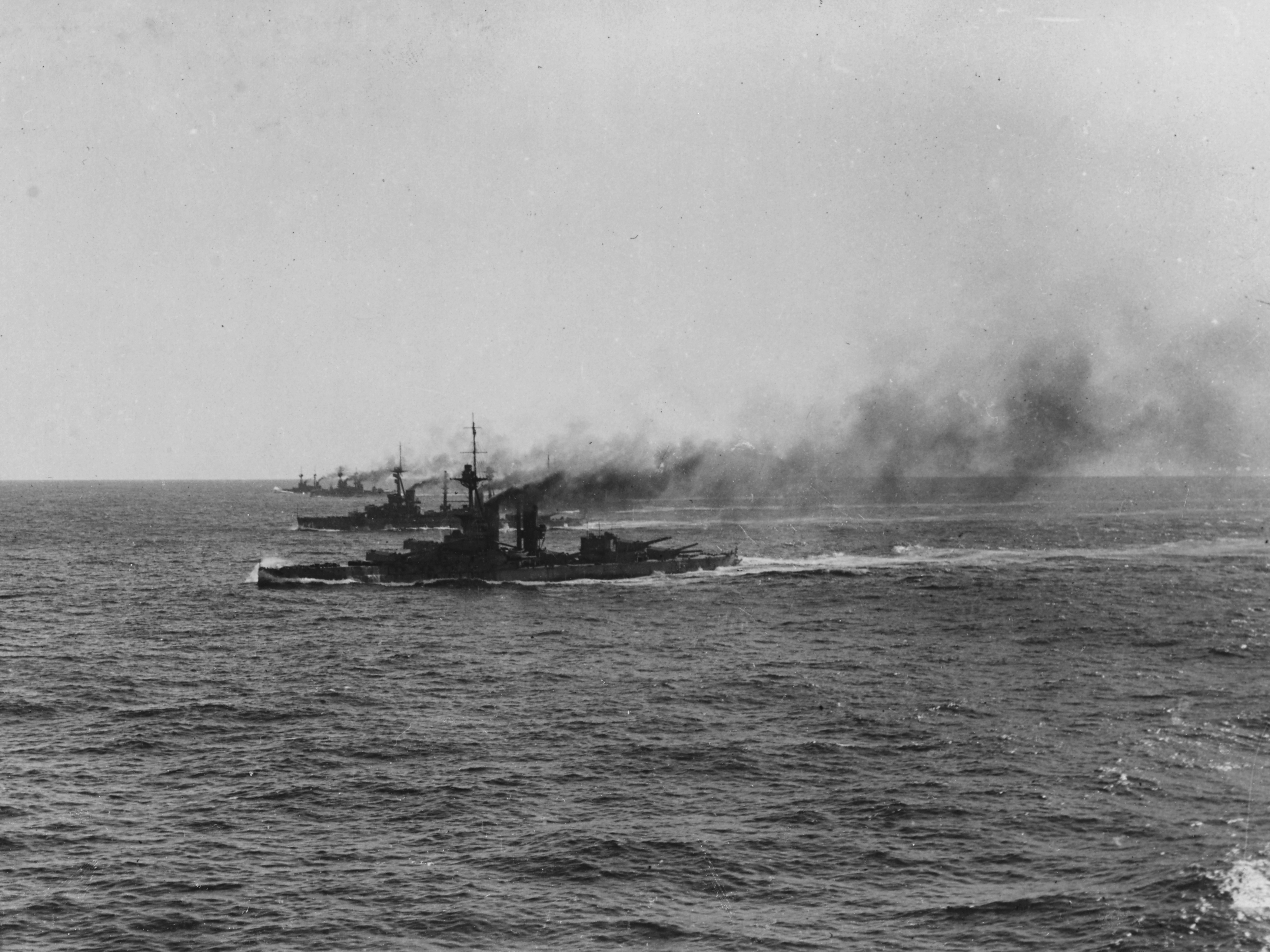
Il 4th Battle Squadron in navigazione in linea di fronte nel Mare del Nord, 1915. La nave più vicina all'obiettivo è una Iron Duke (probabilmente la HMS Benbow o la HMS Emperor of India). La seconda nave è la HMS Agincourt. Le due navi più distanti sono la HMS Bellerophon e la HMS Temeraire.

Le navi di Jellicoe, inclusa la Temeraire, condussero esercitazioni di tiro dal 10 al 13 gennaio 1915 a ovest delle Isole Orcadi e delle Shetland. La sera del 23 gennaio il grosso della flotta prese il mare in supporto agli incrociatori da battaglia di Beatty, ma la Temeraire e il resto della flotta non parteciparono nella seguente battaglia di Dogger Bank il giorno seguente. Tra il 7 e il 10 marzo la Grand Fleet condusse una caccia nella parte settentrionale del Mare del Nord, durante la quale furono condotti esercizi di manovra. Un'altra uscita simile si svolse tra il 16 e il 19 marzo. L'11 aprile la Grand Fleet svolse una pattuglia nella parte centrale del Mare del Nord e ritornò in porto il 14 dello stesso mese. Un'altra pattuglia nell'area si svolse tra il 17 e il 19 aprile, seguita da esercizi di tiro davanti alle Shetland tra il 20 e il 21 aprile. La Grand Fleet condusse sortite nel Mare del Nord centrale tra il 17 e il 19 maggio e dal 29 al 31 dello stesso mese senza incontrare alcuna nave nemica. La Temeraire fu raddobbata a Devonport nella metà del 1915 e si riunì al 4th BS in agosto. Tra il 2 e il 5 settembre la flotta tornò ad incrociare nella parte settentrionale del Mare del Nord e condusse esercitazioni di tiro. durante il resto del mese la Grand Fleet condusse numerose esercitazioni. La nave, insieme alla maggior parte della Grand Fleet, fece un'altra sortita nel Mare del Nord tra il 13 e il 15 ottobre. quasi tre settimane dopo la Temeraire partecipò in un'altra operazione di flotta d'allenamento ad ovest delle Orcadi tra il 2 e il 5 novembre.
La flotta partìper incrociare nel mare del nord il 26 febbraio 1916. Jellicoe aveva l'intenzioned di usare la Harwich Force di incrociatori e cacciatorpediniere per ispezionare la baia di Helgoland ma il brutto tempo bloccò le operazioni nel Mare del Nord meridionale. Come risultato le operazioni furono confinate alla parte settentrionale. Un'altra sortià iniziò il 6 marzo ma dovette essere abbandonata il giorno dopo a causa delle condizioni che stavano diventando proibitive per i cacciatorpediniere di scorta. La notte del 25 marzo la Temeraire e il resto della flotta lasciarono Scapa Flow per dare supporto agli incrociatoti di Beatty e ad altre forze leggere che stavano attaccando la base tedesca di Zeppelin di Tønder. Per il tempo in cui la Grand Fleet arrivò nell'area il 26 marzo, le forze britanniche e tedesche erano già disingaggiate e una forte burrasca metteva in pericolo le forze leggere, quindi la flotta ritornò alla base. Il 21 aprile la Grand Fleet condusse una dimostrazione davanti all'Horns Rev per distrarre i Tedeschi, mentre la Marina Imperiale Russa ripiazzava i suoi campi minati difensivi nel Baltico. La flotta ritornò a Scapa Flow il 24 aprile e fece rifornimento prime di procedere verso sud in risposta a notizie dell'Intelligence che dicevano che i Tedeschi avrebbero lanciato un raid su Lowestoft, ma arrivarono nell'area solo dopo che i teutonici si erano già ritirati. Tra il 2 e il 4 maggio la flotta condusse un'altra dimostrazione davanti all'Horns Rev per mantenere l'attenzione tedesca sul Mare del Nord.

#### Battaglia dello Jutland
In un tentativo di stanare e distruggere parte della Grand Fleet, la Hochseeflotte, composta da 16 corazzate dreadnought, 6 pre-dreadnought e navi di supporto, partirono dalla baia di Jade la mattina del 31 maggio 1916. La flotta navigava insieme a cinque incrociatori da battaglia del contrammiraglio Franz von Hipper. La Room 40 della Royal Navy intercettò e decrittò il traffico radio tedesco contenente i piani dell'operazione. In risposta l'Ammiragliato ordinò alla Grand Fleet, un totale di 28 dreadnought e 9 incrociatori da battaglia, di uscire in mare la notte prima per bloccare e distruggere la Hochseeflotte.
Il 31 maggio la Temeraire, ora sotto il comando del capitano di fregata Edwin Underhill, fu la quindicesima nave della linea di battaglia al dispiegamento. Durante la prima fase della battaglia la nave sparò cinque bordate dei cannoni principali contro l'incrociatore leggero già danneggiato SMS Wiesbaden a partire dalle 18:34, dichiarando di averlo colpito tre volte. Alle 19:17 la nave sparò sette bordate all'incrociatore da battaglia SMS Derfflinger, ma non lo colpì con alcun proiettile. Dieci minuti dopo, la Temeraire ingaggiò diversi cacciatorpediniere tedeschi con tre bordate dell'armamento principale senza alcun risultato. Questa fu l'ultima volta che la nave sparò con i cannoni durante una battaglia. Non ricevette alcun danno e sparò un totale di 72 proiettili ad alto potenziale da 305 mm e 50 da 102 mm.

#### Attività seguente
La Grand Fleet effettuò una sortita il 18 agosto per tendereun'imboscata alla Hochseeflotte mentre navigava nella parte meridionale del Mare del Nord, ma una serie di comunicazioni errate ed errori impedirono a Jellicoe di intercettare la flotta tedesca prima che ritornasse in porto. Due incrociatori leggeri furono affondati da U-Boot tedeschi durante l'operazione, spingendo Jellicoe a decidere di non rischiere le unità maggiori più a sud di 55° 30' N a causa dell'alto numero di sommergibili tedeschi e mine. l'ammiragliato concordò con l'ammiraglio e decise che la Grand Fleet non sarebbe sortita se non se la flotta tedesca avesse tentato l'invasione dell'Inghilterra o se ci fosse stata una forte possibilità di ingaggiarla in condizioni favorevoli.
La Grand Fleet lasciò il porto il pomeriggio del 23 aprile 1918 dopo che un messaggio radio aveva trasmesso che la Hochseeflotte era in mare dopo aver tentato di intercettare un convoglio britannico per la Norvegia. I Tedeschi erano troppo distanti dai Britannici e non ci fu alcun cannoneggiamento. In ottobre la Temeraire e la nave gemella Superb furono trasferite alla Mediterranean Fleet, comandata dal viceammiraglio Sir Somerset Gough-Calthorpe. Furono parte della squadra che entrò nella capitale ottomana, Costantinopoli, il 13 novembre 1918, dopo l'armistizio di Mudros. Un mese dopo Gough-Calthorpe diede alla Temeraire il compito di provvedere un equipaggio per il cacciatorpediniere russo Schastlivy, che era stato restituito agli Alleati dai Tedeschi dopo l'armistizio dell'11 novembre. La nave rimase nel Mar Nero ed in acque ottomane fino al 3 aprile 1919, quando partì per tornare a casa, dopo aver visitato Sebastopoli, in Russia, e Haifa, in Palestina, durante il lungo viaggio.
Al suo arrivo a Devonport il 23 aprile la Temeraire fu posta in riserva. Cinque mesi dopo la nave fu ricommissionata come nave scuola per cadetti e iniziò la prima crociera d'addestramento nel Mediterraneo l'8 ottobre. Al suo ritorno a Portsmouth l'11 aprile 1921 la nave fu rilevata dall'incarico e fece rotta quattro giorni dopo per Rosyth, in Scozia, dove fu messa sulla lista di vendita. Fu venduta alla Stanlee Shipbreaking & Salvage Co. per essere demolita alla fine del 1921 e fu trainata a Dover per la demolizione nel febbraio 1922.